# USS Juneau (CL-52)
USS Juneau (CL-52) là một tàu tuần dương hạng nhẹ của Hải quân Hoa Kỳ thuộc lớp Atlanta từng phục vụ trong Chiến tranh Thế giới thứ hai. Nó là chiếc tàu chiến đầu tiên của Hải quân Mỹ được đặt cái tên này, theo tên thành phố Juneau thuộc vùng quốc hải Alaska. Con tàu bị ngư lôi phóng từ tàu ngầm Nhật I-26 đánh chìm sau trận Hải chiến Guadalcanal vào tháng 11 năm 1942 với tổn thất nhân mạng lên đến 687 người, trong số đó có năm anh em Sullivan. Juneau được tặng thưởng bốn Ngôi sao Chiến trận do thành tích phuc vụ trong Chiến tranh Thế giới thứ hai.

## Thiết kế và chế tạo

### Thiết kế
Trên những chiếc lớp Atlanta, toàn bộ dàn pháo chính 5 in (127 mm) đều là những khẩu pháo đa dụng (DP: dual-purpose), có thể sử dụng chống lại cả mục tiêu trên không lẫn trên mặt, bắn được đầu đạn pháo công phá, đạn xuyên thép và đạn kíp nổ tiếp cận chống máy bay. Ngoài ra, lớp Atlanta cũng là lớp tàu tuần dương Mỹ duy nhất trong Thế chiến II được trang bị ống phóng ngư lôi.
Những chiếc trong lớp Atlanta có vỏ giáp yếu, khiến chúng trở thành những hạm tàu nổi chiến đấu kém so với tàu tuần dương hạng nhẹ tiêu biểu. Ở góc độ vũ khí, lớp Atlanta gần giống một tàu khu trục, khi được trang bị cỡ pháo 5 in (130 mm) thay vì 6 in (152 mm) trên một tàu tuần dương hạng nhẹ; nhưng với chiều dài trên 500 ft (150 m) kết hợp với dàn pháo chính đến 16 khẩu 5 in (127 mm) (giảm xuống còn 12 đối với những chiếc trễ hơn trong lớp), chúng được xem là những tàu tuần dương hạng nhẹ, trong khi tàu khu trục tiêu biểu vào thời đó chỉ mang năm hoặc sáu khẩu pháo 5 in (130 mm). Mặc dù có vỏ giáp yếu hơn so với tàu tuần dương hạng nhẹ, chúng vẫn có vỏ giáp dày hơn so với tàu khu trục, vốn được cho là được bảo vệ kém.
Lớp Atlanta được trang bị tám tháp pháo 5 in (130 mm) nòng đôi, bố trí trên một cấu hình độc đáo; gồm ba tháp pháo phía trước và ba tháp pháo phía sau ngay trên trục dọc và với chiều cao tăng dần theo kiểu bắn thượng tầng, cung cấp một dáng vẽ đối xứng với một khoảng trống trong cấu trúc thượng tầng; ngoài ra, phía sau còn có một tháp pháo mỗi bên mạn, lên tổng cộng 16 tháp pháo 5 inch. Góc bắn của các khẩu đội phía trước và phía sau giao nhau với một góc rất giới hạn, cho phép nó có một góc bắn 60° cho mọi tháp pháo bắn qua mạn, ngoài trừ các tháp pháo mạn. Vì chúng chỉ có thể xoay các khẩu pháo trong phạm vi góc bắn hẹp đó, khả năng đối đầu với các mục tiêu hạm nổi bị giới hạn. Dù sao, các góc bắn phù hợp lý tưởng để đối đầu máy bay, với tối thiểu sáu khẩu pháo sẵn sàng ở mọi góc độ.

### Chế tạo
Juneau được đặt lườn bởi hãng Federal Shipbuilding and Drydock Co. tại Kearny, New Jersey vào ngày 27 tháng 5 năm 1940. Con tàu được hạ thủy vào ngày 25 tháng 10 năm 1941, được đỡ đầu bởi bà Harry I. Lucas, phu nhân thị trưởng thành phố Juneau, Alaska, và được cho nhập biên chế vào ngày 14 tháng 2 năm 1942 dưới quyền chỉ huy của hạm trưởng, Đại tá Hải quân Lyman K. Swenson.

## Lịch sử hoạt động

### Các hoạt động ban đầu

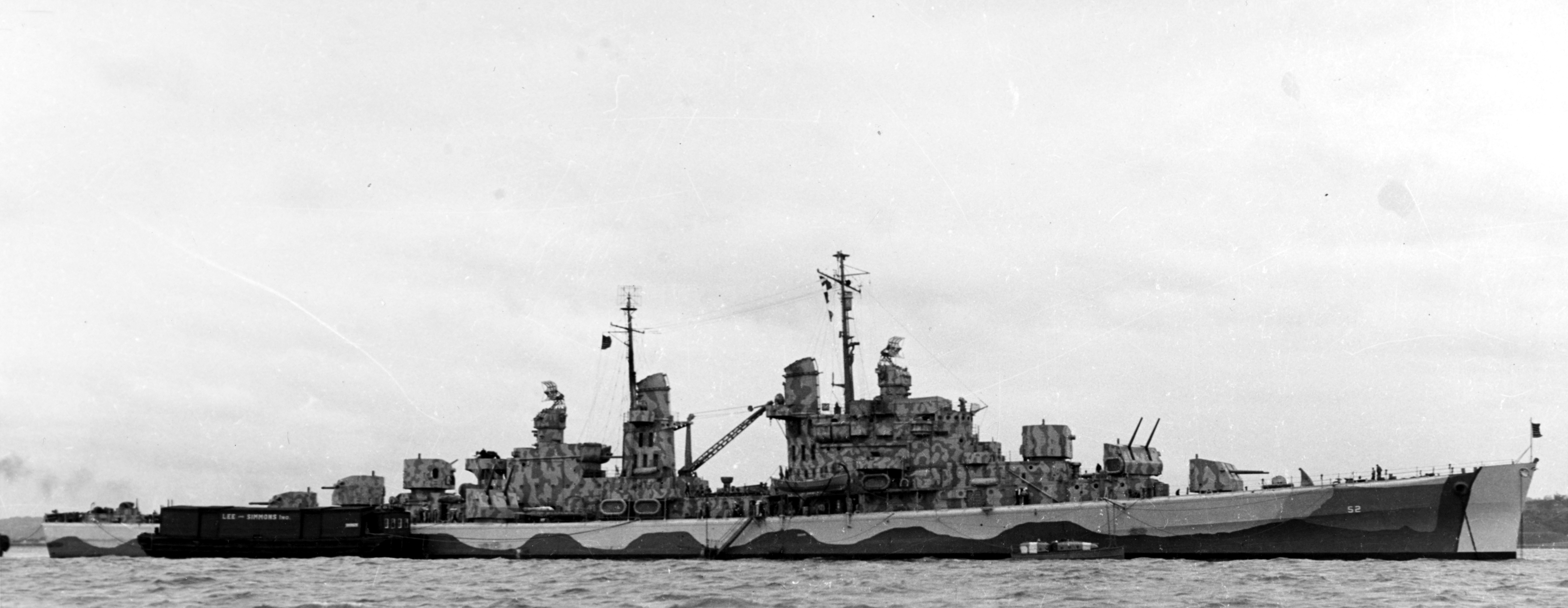
USS Juneau vào tháng 6 năm 1942

Sau chuyến đi chạy thử máy vội vã dọc theo bờ biển Đại Tây Dương vào mùa Xuân năm 1942, Juneau thực hiện chuyến đi tuần tra phong tỏa vào đầu tháng 5 ngoài khơi các quần đảo Martinique và Guadeloupe ngăn ngừa các đơn vị hải quân của phe Vichy Pháp tẩu thoát. Nó quay trở về New York để hoàn tất các sửa đổi, rồi lầm nhiệm vụ tuần tra và hộ tống tại khu vực Bắc Đại Tây Dương và biển Caribbe từ ngày 1 tháng 6 đến ngày 12 tháng 8. Chiếc tàu tuần dương khởi hành đi sang Mặt trận Thái Bình Dương vào ngày 22 tháng 8.
Sau khi dừng lại một chặng ngắn tại Tonga và New Caledonia, vào ngày 10 tháng 9, Juneau gặp gỡ Lực lượng Đặc nhiệm 18 dưới quyền chỉ huy của Chuẩn Đô đốc Leigh Noyes, đặt cờ hiệu của mình trên chiếc tàu sân bay Wasp. Ngày hôm sau, Lực lượng Đặc nhiệm 17, bao gồm tàu sân bay Hornet, kết hợp với lực lượng của Đô đốc Noyes để hình thành nên Lực lượng Đặc nhiệm 61 với nhiệm vụ vận chuyển máy bay chiến đấu đến Guadalcanal. Ngày 15 tháng 9, Wasp trúng phải ba quả ngư lôi phóng từ tàu ngầm I-19 của Nhật Bản, và khi các đám cháy lan rộng không thể kiểm soát được, nó bị tàu khu trục Lansdowne đánh chìm lúc 21 giờ 00. Juneau và các tàu khu trục hộ tống đã cứu vớt 1.910 người sống sót của Wasp và đưa họ quay trở về Espiritu Santo, New Hebrides vào ngày 16 tháng 9. Ngày hôm sau, chiếc tàu tuần dương gia nhập Lực lượng Đặc nhiệm 17. Hoạt động cùng với đội của Hornet, nó đã hỗ trợ cho các hoạt động tiếp theo tại khu vực Guadalcanal: cuộc Không kích Buin-Fasi-Tonolai, Trận chiến quần đảo Santa Cruz và trận Hải chiến Guadalcanal.

### Trận chiến quần đảo Santa Cruz
Juneau đã có mặt trong Trận chiến quần đảo Santa Cruz vào ngày 26 tháng 10. Ngày 24 tháng 10, lực lượng đặc nhiệm của Hornet kết hợp với nhóm của Enterprise để tái lập Lực lượng Đặc nhiệm 61 dưới quyền chỉ huy của Chuẩn Đô đốc Thomas C. Kinkaid. Lực lượng này bố trí về phía Bắc quần đảo Santa Cruz nhằm ngăn chặn các đơn vị đối phương có ý định tiếp cận Guadalcanal. Cùng lúc đó, lực lượng Nhật tại Guadalcanal mở được một cửa đột phá dọc theo đồi Lunga trong đêm 25 tháng 10, rõ ràng là một dấu hiệu báo trước các đơn vị tàu nổi đối phương sẽ tiến đến hòn đảo.
Sáng sớm ngày 26 tháng 10, máy bay từ tàu sân bay Mỹ phát hiện đối phương và lập tức tấn công, gây hư hại cho hai tàu sân bay, một thiết giáp hạm và ba tàu tuần dương. Nhưng cùng lúc đó, các tàu chiến Mỹ cũng chịu áp lực nặng; không lâu sau 10 giờ 00, khoảng 27 máy bay đối phương tấn công Hornet. Cho dù Juneau và các tàu hộ tống khác dựng nên một hàng rào hỏa lực phòng không hiệu quả vốn đã bắn rơi 20 máy bay tấn công, Hornet bị hư hại nặng và bị đánh chìm ngày hôm sau. Sau giữa trưa, Juneau tách khỏi nhóm hộ tống của Hornet hướng đến Enterprise đang bị bao vây cách đó nhiều dặm. Bổ sung vào thành phần hỏa lực phòng không, Juneau trả giúp vào việc đánh trả bốn đợt không kích nhắm vào lực lượng này, và đã bắn rơi 18 máy bay Nhật.
Chiều tối hôm đó, lực lượng Mỹ rút lui về hướng Đông Nam. Cho dù phải trả giá đắt, cuộc chiến này, kết hợp với thắng lợi của lực lượng Thủy quân Lục chiến trên bộ tại Guadalcanal, đã đẩy lui ý định phản công của quân Nhật tại khu vực Solomon. Hơn nữa, việc hai tàu sân bay chủ lực của Hải quân Nhật bị hư hại đã làm hạn chế đáng kể khả năng hỗ trợ trên không của đối phương trong trận Hải chiến Guadalcanal diễn ra sau đó.

### Trận hải chiến Guadalcanal

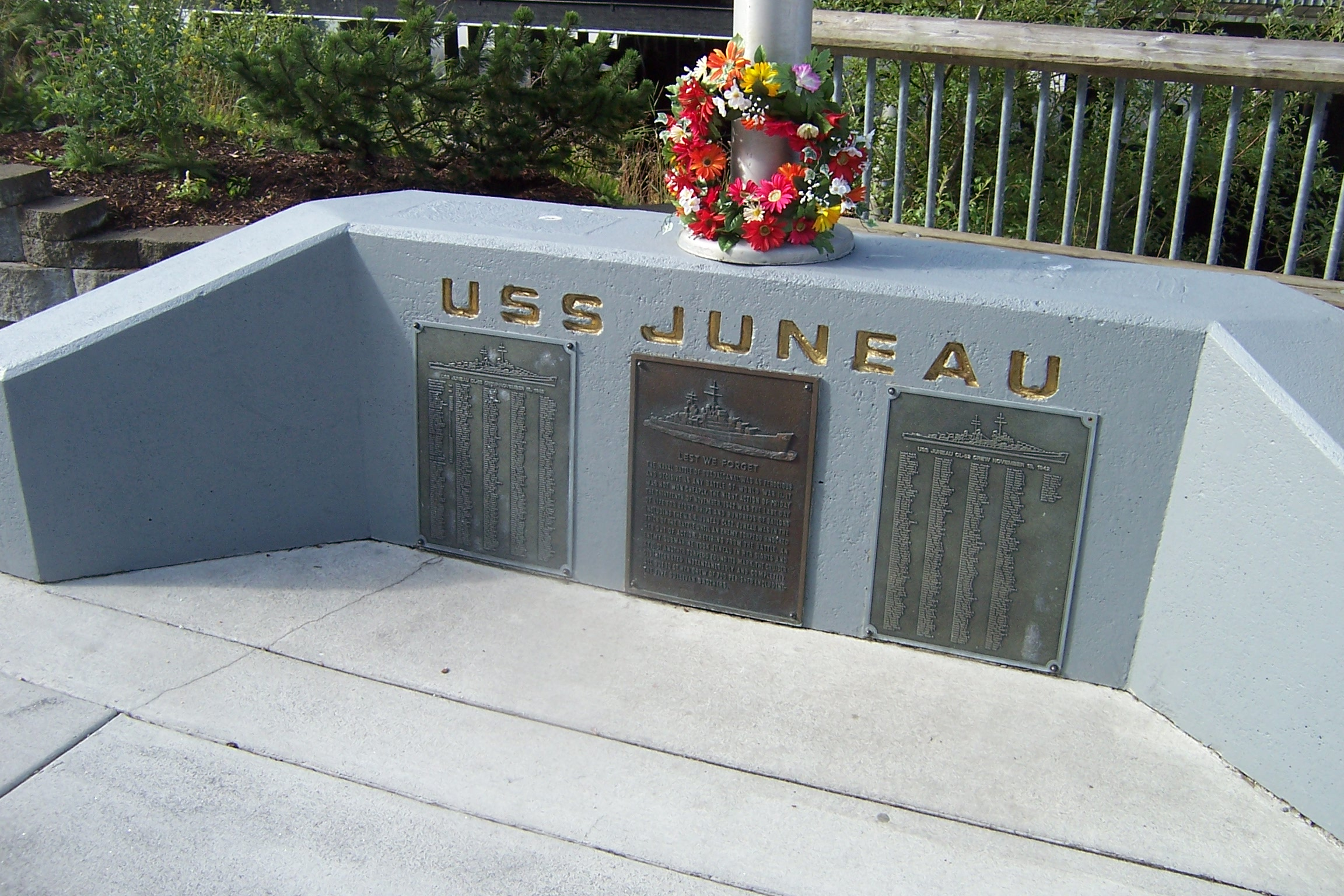
Bia lưu niệm USS Juneau, được đặt tại bến tàu ở Juneau, Alaska

Ngày 8 tháng 11, Juneau rời Nouméa, New Caledonia như một đơn vị của Lực lượng Đặc nhiệm 67 dưới quyền chỉ huy của Chuẩn Đô đốc Richmond K. Turner hộ tống đoàn tàu vận tải tăng cường cho Guadalcanal. Họ đến nơi vào sáng sớm ngày 12 tháng 11, và Juneau chiếm lấy vị trí bảo vệ chung quanh các tàu vận chuyển và tàu chở hàng. Việc chất dỡ được tiến hành suôn sẽ cho đến 14 giờ 05 phút, khi 30 máy bay Nhật tấn công nhóm tàu chiến Mỹ. Hỏa lực phòng không rất có hiệu quả, chỉ riêng Juneau đã bắn rơi sáu máy bay ném ngư lôi đối phương; số ít máy bay Nhật còn lại bị máy bay tiêm kích Mỹ tấn công; chỉ có một chiếc máy bay ném bom chạy thoát. Cuối ngày hôm đó, Lực lượng Tấn công Mỹ bao gồm các tàu tuần dương và tàu khu trục rời khu vực Guadalcanal sau khi có báo cáo về một lực lượng lớn tàu nổi đối phương đang hướng đến hòn đảo. Đến 01 giờ 48 phút ngày 13 tháng 11, Lực lượng Hỗ trợ Đổ bộ tương đối yếu của Chuẩn đô đốc Daniel J. Callaghan đụng độ với lực lượng đối phương, bao gồm hai thiết giáp hạm, một tàu tuần dương hạng nhẹ và chín tàu khu trục.
Do thời tiết xấu và việc thông tin liên lạc lộn xộn, trận chiến diễn ra trong hoàn cảnh tối đen và hầu như trong tầm bắn trực tiếp khi tàu chiến của cả hai phía xen lẫn vào nhau. Trong trận đánh, Juneau trúng một quả ngư lôi bên mạn trái làm nó nghiêng nặng và chết đứng giữa biển, buộc phải rút lui. Trước giữa trưa ngày 13 tháng 11, Juneau cùng với hai tàu tuần dương khác bị hư hại trong trận chiến Helena và San Francisco rời khu vực Guadalcanal quay trở về Espiritu Santo để sửa chữa. Juneau di chuyển chỉ với một chân vịt, giữ khoảng cách 730 m (800 yd) phía sau bên mạn phải chiếc San Francisco bị hư hỏng nặng. Nó bị ngập 4 m (13 ft) phía mũi, nhưng vẫn có thể duy trì tốc độ 13 kn (24 km/h; 15 mph). Vài phút sau 11 giờ 00, hai quả ngư lôi được phóng ra từ tàu ngầm Nhật I-26, dự định nhắm vào "San Francisco", nhưng đã băng qua phía trước chiếc tàu tuần dương hạng nặng. Một quả bị trượt, quả kia đánh trúng vào Juneau ngay chỗ nó từng bị đánh trúng trong trận chiến đêm. Một vụ nổ dữ dội xảy ra; Juneaugãy làm đôi và biến mất chỉ trong vòng 20 giây. Lo sợ những đợt tấn công khác từ I-26, Helena và San Francisco tiếp tục hành trình mà không tìm cách cứu vớt những người sống sót. Mặc dù con tàu bị chìm với tổn thất nhân mạng rất lớn, có hơn 100 thủy thủ vẫn sống sót sau khi tàu chìm. Họ bị bỏ lại tự chống chọi giữa biển khơi trong tám ngày cho đến khi máy bay cứu nạn đến nơi. Trong khi chờ đợi được giải cứu, tất cả chỉ trừ 10 người đã thiệt mạng vì nhiều lý do kể cả do bị cá mập tấn công, trong đó có năm anh em Sullivan.
Một thành viên trong thủy thủ đoàn của Juneau còn sống sót, Orrell Cecil, sinh sống tại Poway, California, đã tham dự lễ xuất biên chế của tàu vận chuyển đổ bộ USS Juneau (LPD-10) tại San Diego vào ngày 30 tháng 10 năm 2008, như một khách mời chính thức của Hải quân Hoa Kỳ.

## Phần thưởng
Juneau được tặng thưởng bốn Ngôi sao Chiến trận do thành tích phuc vụ trong Chiến tranh Thế giới thứ hai.
|  |                                                       |  |
|  | Bronze star · Bronze star · Bronze star · Bronze star |  |

| Dãi băng Hoạt động Tác chiến  |                                                                         |                                      |
| Huân chương Chiến dịch Hoa Kỳ | Huân chương Chiến dịch Châu Á-Thái Bình Dương với 4 Ngôi sao Chiến trận | Huân chương Chiến thắng Thế Chiến II |

## Tái khám phá
Xác tàu đắm của Juneau được đội thám hiểm của Paul Allen trên tàu RV Petrel tìm thấy vào ngày 17 tháng 3 năm 2018. Con tàu nằm ở độ sâu 4.200 m (13.800 ft) ngoài khơi bờ biển quần đảo Solomon, bị vỡ thành nhiều mảnh lớn.